# Cẩm Thủy (xã)
Cẩm Thủy là một xã thuộc tỉnh Thanh Hóa, Việt Nam.
Được thành lập ngày 16 tháng 6 năm 2025 theo Nghị quyết số 1686/NQ-UBTVQH15 của Ủy ban Thường vụ Quốc hội trên cơ sở toàn bộ diện tích tự nhiên và quy mô dân số của thị trấn Phong Sơn và xã Cẩm Ngọc thuộc huyện Cẩm Thủy, xã Cẩm Thủy chính thức hoạt động từ ngày 1 tháng 7 cùng năm.
Xã Cẩm Thủy có diện tích tự nhiên 64,42 km², quy mô dân số năm 2024 là 30.525 người, mật độ dân số đạt 474 người/km².